# Uwe Heppner
Uwe Heppner (ur. 18 lipca 1960 w Merseburgu) – niemiecki wioślarz reprezentujący NRD, złoty medalista olimpijski i wielokrotny medalista mistrzostw świata.

## Kariera
W 1977 zdobył złoto w czwórkach podwójnych na mistrzostwach świata juniorów w Tampere. Wynik ten powtórzył na rozgrywanych rok później mistrzostwach świata juniorów w Belgradzie.
Wystąpił na igrzyskach olimpijskich w Moskwie w 1980, gdzie osada NRD w składzie: Frank Dundr, Carsten Bunk, Uwe Heppner i Martin Winter zdobyła złoty medal w czwórkach podwójnych. W finale o 1,66 sekundy wyprzedzili osadę ZSRR i o 2,57 sekundy osadę Bułgarii. Na rozgrywanych cztery lata później igrzyskach olimpijskich w Los Angeles nie wystąpił z uwagi na bojkot zawodów przez NRD. Brał za to udział w  igrzyskach olimpijskich w Seulu w 1988, gdzie zajął piąte miejsce w dwójkach podwójnych. 
W czwórkach podwójnych zdobył też złote medale na mistrzostwach świata w Monachium (1981) i mistrzostwach świata w Lucernie (1982). Wspólnie z Thomasem Lange zwyciężał również w dwójkach podwójnych na mistrzostwach świata w Duisburgu (1983) i mistrzostwach świata w Hazewinkel (1985). W konkurencji tej zajmował ponadto trzecie miejsce na mistrzostwach świata w Bledzie (1979), mistrzostwach świata w Nottingham (1986) i mistrzostwach świata w Kopenhadze (1987).
W 1980 odznaczony Złotym Orderem Zasługi dla Ojczyzny.
Po zakończeniu kariery ukończył studia pedagogiczne i pracował jako nauczyciel szkolny. Był również trenerem wioślarstwa.